# 高嶺と花
『高嶺と花』（たかねとはな）は、師走ゆきによる日本の漫画作品。『花とゆめ』（白泉社）2014年13号に読切作品として掲載後、2回の読切を経て『花とゆめ』2015年2号から2020年16号まで連載された。単行本全18巻。
日本出版販売が主催する「全国書店員が選んだおすすめコミック2016」にて9位にランクイン。2016年、ダ・ヴィンチとniconicoが主催する第2回「次にくるマンガ大賞」にて、コミックス部門で15位にランクイン。2021年8月時点で電子版を含めた全世界累計発行部数は300万部を突破している
。
2019年に、FODで連続実写ドラマ化された。

## あらすじ
社会人の姉の身代わりとしてお見合いをすることになった女子高生・野々村花。無難に終わらせるつもりだったが、見合い相手である大財閥の御曹司・才原高嶺の横柄な態度に怒って鬘を投げつけ見合いの席を立ってしまう。破談は良いにしても父親の仕事に支障が出ることを案じていたが、案に相違して高嶺からは気に入られ、連れ回されるようになる。
高嶺の大人げない態度に不快になりつつも、高嶺が姉の身代わりではなく花自身と向き合っていたことを知り、見合いを継続することになった2人。年の差、身長差、家柄格差のある高嶺と花のラブコメディ。

## 登場人物
声はドラマCD版でのキャスト。演は配信ドラマのキャスト。
野々村 花（ののむら はな）
声 - 久保ユリカ / 演 - 竹内愛紗
本作の主人公の高校生。16歳。血液型O型。陸上部所属の短距離ランナー。
一般庶民家庭で育った少女。小柄で幼い顔立ちをしているが、負けん気の強いしっかり者で物怖じしない少女。自他共に認める美女の姉がおり、何事も姉優先の家庭で育つ。
父・茂の立場上断れない見合い話でありながら姉が断固として見合いを拒否したため、姉のふりをして高嶺と見合いをする羽目になる。
高嶺の高慢で横柄な態度に嫌悪感を示すが、根は悪い人じゃない残念男だと認識してからは何だかんだ言いつつも高嶺に会うのを楽しみにしている。
姉を通じて身代わりであることを高嶺に告げるが、実は高嶺は最初から気付いていた上で花と会っていたことを知り、その後も見合いを継続している。
才原 高嶺（さいばら たかね）
声 - 興津和幸 / 演 - 高杉真宙
天下の大財閥・鷹羽グループの御曹司。26歳。血液型A型。愛車は銀のフェラーリ。
眉目秀麗、高身長、高学歴の持ち主。国内一の国立大学・帝大を卒業し、鷹羽商事に就職。経営企画部部長待遇で、将来の役員候補である。アメリカの名門大学院でMBAを取得している。
外見と肩書きは良いが、内面に難ありの残念男。故に玉の輿目的で寄ってくる女性が多い模様。不本意なことをすると体調が悪くなる体質の持ち主。
花に対しては素を曝け出しており、基本的に高慢で命令口調。負けず嫌いで大人げない男だが、根は純情で真面目。花のことをちゃんと見ており、時々大人の発言をする。
野々村 縁（ののむら ゆかり）
声 - 中原麻衣 / 演 - 出口亜梨沙
花の姉。23歳。百貨店勤務。巷で有名な美しすぎる受付嬢。愛想が良く社交的だが、良くも悪くも人を自分のペースの巻きこんで振り回すタイプ。
父親の会社を訪れた際に鷹羽グループ会長である高嶺の祖父に気に入られ、高嶺との見合い話を持ちかけられる。しかし当時交際中の恋人がいたため見合いを断固拒否し、妹の花に身代わりをさせる。
その後彼氏と別れたため高嶺にアプローチするが、高嶺は花しか眼中になかったため全く相手にされなかった。
鷹羽 蒼天（たかば そうてん）
演 - 品川徹
天下の大財閥・鷹羽グループの会長で高嶺の祖父。高嶺にとっては恩人であり、頭が上がらない人。普段は歩行時に杖をついているが、ゴルフは出来る。
グループ傘下企業を視察中、父の弁当を届けに来た野々村縁の美しさに目を留め、高嶺との見合い話を持ちかける。
藤原 光子（ふじわら ひかるこ）
声 - 島袋美由利 / 演 - 長見玲亜
花の友人。おさげヘアに眼鏡をかけた少女。普段は垢抜けない外見をしているが、髪をおろして眼鏡を外すと雰囲気が変わる。
小川 水希（おがわ みずき）
声 - 朝井彩加 / 演 - 宮﨑優
花の友人。ショートヘアをした背の高いそばかすの少女。一人称は「うち」。高2の兄・清史と、中3の弟・竜がいる。ちなみに全員そばかすがある。
岡本 颯馬（おかもと そうま）
声 - 内田雄馬 / 演 - 遠藤健慎
花の同級生で幼馴染の少年。サッカー部所属で将来を期待されている。物腰が落ち着いており、派手さはないが女生徒に人気がある様子。
両親がお好み焼き屋を営んでおり、花達は常連客。花と高嶺の関係、特に花の高嶺への想いを気にしている。
ニコラ・ルチアーノ
声 - 櫻井孝宏 / 演 - 伊藤あさひ
高嶺の大学時代の友人。イタリア人の美青年で、有名ブランドを手掛ける一族の御曹司。明るく社交的で性格は良いが、女癖が悪い。女性の扱いに慣れていない高嶺のことを心配している。
霧ヶ崎 瑛二（きりがさき えいじ）
演 - 戸塚純貴
高嶺のサポート役（秘書のようなもの）。「秘書課のホープ」と呼ばれていた逸材。「仕事」と割り切ったものなら何でもこなせる。
鷹羽 大海（たかば ひろみ）
高嶺の従弟で、「高嶺兄さん」と呼んでいる。小学4年生。「将来は高嶺兄さんになる」というほど高嶺を慕っている。高嶺になりきっている時の一人称は「俺」だが、素では「ぼく」。また高嶺と同じ髪型にするために毎日ヘアセットを頑張っている。颯馬の弟の和馬と同級生で、たびたび一緒に遊んでいる。
岡本 和馬（おかもと かずま）
颯馬の弟。小学4年生。元気で明るく、声が大きい。兄と同じくサッカーをやっている。りのが男性であることを勘で言い当てた。
岡本 天馬（おかもと てんま）
声 - 岡咲美保
颯馬の弟。幼稚園児。甘えん坊で泣き虫。ルチアーノに懐いている。
猪熊 りの（いのくま りの）
声 - 朴璐美
高嶺の高校時代の後輩。京都の医大に通っている。6回生。口元にほくろがある。縁とは違うタイプの美人。
高嶺に惚れており、花が見合い相手だと知った時は「ロリコン」などと言って認めようとしなかった。
実は男性で、本名は「猪熊利之」。高校生の時はあえて女らしさからかけ離れることによって本性をひた隠しにしていた。しかし次第にハブられ、イジメの標的にされていき、高校の屋上で泣いていたところを高嶺に発破をかけられ、彼に惹かれる。

## 書誌情報
- 師走ゆき 『高嶺と花』 白泉社 〈花とゆめコミックス〉、全18巻
  1. 2015年3月20日発売[13][14]、ISBN 978-4-592-21351-2
  2. 2015年7月17日発売[15][16]、ISBN 978-4-592-21352-9
  3. 2015年11月20日発売[17][18]、ISBN 978-4-592-21353-6
  4. 2016年3月18日発売[19]、ISBN 978-4-592-21354-3
  5. 2016年7月20日発売[20]、ISBN 978-4-592-21355-0
  6. 2016年11月18日発売[21]、ISBN 978-4-592-21356-7
  7. 2017年3月20日発売[22]、ISBN 978-4-592-21357-4
  8. 2017年7月20日発売[23]、ISBN 978-4-592-21358-1
  9. 2017年11月20日発売[24]、ISBN 978-4-592-21358-1
  10. 2018年3月20日発売[25]、ISBN 978-4-592-21360-4
  11. 2018年7月20日発売[26]、ISBN 978-4-592-21601-8
  12. 2018年10月19日発売[27]、ISBN 978-4-592-21602-5
  13. 2019年2月20日発売[28][29]、ISBN 978-4-592-21603-2
    - 「ドラマCD付き限定版」同日発売[30][29]、ISBN 978-4-592-10611-1

  14. 2019年4月19日発売[31][32]、ISBN 978-4-592-21604-9
  15. 2019年9月20日発売[33]、ISBN 978-4-592-21605-6
  16. 2020年2月20日発売[34]、ISBN 978-4-592-21606-3
  17. 2020年6月19日発売[35]、ISBN 978-4-592-21607-0
  18. 2020年9月18日発売[36][37]、ISBN 978-4-592-21608-7
    - 「描きおろし後日談マンガ小冊子付き限定版」同日発売[38][37]、ISBN 978-4-592-22776-2

## コラボレーション
- 広島電鉄 - 2016年7月18日から8月17日までラッピング車両が運行[39]。

## 配信ドラマ
フジテレビの制作によるFODオリジナル連続ドラマ。2019年3月18日から5月6日まで、毎週月曜0時にフジテレビオンデマンドで1話ずつ配信された。主演は高杉真宙。
2019年4月23日の火曜0時55分（22日深夜）から6月18日（17日深夜）までフジテレビ（関東ローカル）の「ブレイクマンデー24」枠で放送された。なお、テレビドラマは地上波用に、1話22分に再編集を行った上で放送された。

### キャスト
- 才原高嶺：高杉真宙
- 野々村花：竹内愛紗[41]
- 霧ヶ崎英二：戸塚純貴[44]
- ニコラ・ルチアーノ：伊藤あさひ[45]
- 岡本颯馬：遠藤健慎[44]
- 藤原光子：長見玲亜[44]
- 小川水希：宮﨑優[44]
- 野々村茂：西堀亮（マシンガンズ）
- 野々村笑：仁藤優子
- 野々村縁：出口亜梨沙
- 鷹羽狭谷：岡田浩暉
- 鷹羽蒼天：品川徹

### スタッフ
- 原作 - 師走ゆき 『高嶺と花』（白泉社 『花とゆめ』連載中）
- 脚本 - 武田樹里、錦織伊代、山本奈奈
- 演出 - 石井祐介（フジテレビ）、中田博之
- 主題歌 - RUANN 「LOVE & HOPE」（TOY'S FACTORY）[41]
- 企画 - 清水一之（フジテレビ）、野村和生（フジテレビ）
- プロデュース - 鹿内植（フジテレビ）
- プロデューサー - 澤田賢一（トップシーン）
- 制作著作 - フジテレビ

### 配信・放送日程
| 各話   | 配信日  | 放送日  | サブタイトル                            | 脚本     | 演出     |
| ------ | ------- | ------- | --------------------------------------- | -------- | -------- |
| 第1話  | 3月18日 | 4月23日 | エリート残念御曹司＆負けん気女子高生!!  | 武田樹里 | 石井祐介 |
| 第2話  | 3月25日 | 4月30日 | 大ボス君臨！ ミッションクリアなるか!?   | 錦織伊代 | 石井祐介 |
| 第3話  | 4月01日 | 5月07日 | チャオ！ ライバル御曹司出現!!           | 山本奈奈 | 石井祐介 |
| 第4話  | 4月08日 | 5月14日 | 温泉旅行で急接近！ ダルマさんと転んだ!? | 山本奈奈 | 石井祐介 |
| 第5話  | 4月15日 | 5月21日 | 破局の危機!? 刺客はメガネ!!             | 錦織伊代 | 中田博之 |
| 第6話  | 4月22日 | 5月28日 | お金の切れ目は縁の切れ目!?              | 武田樹里 | 石井祐介 |
| 第7話  | 4月29日 | 6月04日 | 貧乏御曹司とまさかの生活!!              | 錦織伊代 | 中田博之 |
| 最終話 | 5月06日 | 6月18日 | 見合いはまだ終わってない!!              | 武田樹里 | 石井祐介 |